# Storköpenhamn
Storköpenhamn (danska: Storkøbenhavn) är ett begrepp vars betydelse ändrats flera gånger under 1900-talet.
Vid kommunreformen 1970 förblev Köpenhamn och Frederiksberg undantagna från amtindelningen och det blev vanligt att använda begreppet Storköpenhamn för dessa två kommuner + Köpenhamns amt. 
Som en följd av stadsbebyggelsens kraftiga tillväxt utanför amtgränsen, ändrade Danmarks statistik definitionen 1987. Då började man att inräkna Hørsholm, Karlebo, Fredensborg-Humlebæk, Farum, Allerød och Birkerød kommuner i Frederiksborg amt, samt Greve och Solrød kommuner i Roskilde amt. 
1999 valde dock Danmarks statistik att inskränka begreppet genom att ta bort alla förortskommuner utom Værløse, Ledøje-Smørum, Høje Tåstrup och Ishøj kommuner i Köpenhamns amt. Även Frederiksberg ingår som tidigare.
Begreppet Storköpenhamn är i dag således relativt jämförbart (men inte identiskt) med Hovedstadsområdet (vilket syftar på den sammanhängande tätortsbebyggelsen oavsett kommungränser). Storköpenhamn har, med dagens statistiska definition, 1 211 542 invånare (2006).